# Астрильд червонобокий
Астри́льд червонобокий (Estrilda kandti) — вид горобцеподібних птахів родини астрильдових (Estrildidae). Мешкає в регіоні Африканських Великих озер. Вид названий на честь німецького дослідника Африки Ріхарда Кандта. Раніше вважався конспецифічним з чорноголовим астрильдом.

## Підвиди
Виділяють два підвиди:
- E. k. kandti Reichenow, 1902 — схід ДР Конго, Уганда, Руанда і Бурунді;
- E. k. keniensis Mearns, 1915 — центральна Кенія.

## Поширення і екологія
Червонобокі астрильди мешкають в Демократичній Республіці Конго, Уганді, Руанді, Бурунді і Кенії. Вони живуть на луках, в чагарникових і очеретяних заростях на берегах водойм. Зустрічаються зграйками до 20 птахів, на висоті від 1500 до 3050 м над рівнем моря. Іноді приєднуються до змішаних зграй птахів. Живляться переважно насінням трав, а також ягодами, плодами, пагонами, іноді також безхребетними.